# Bob Bowman
Pour les articles homonymes, voir Bowman.
Robert Bowman, né en 1964, est un entraîneur américain de natation. Il entraîne successivement Michael Phelps et Léon Marchand.

## Biographie
Il est spécialement connu pour le succès de son nageur Michael Phelps, détenteur de 28 médailles aux Jeux olympiques (23 d'or, 3 d'argent et 2 de bronze entre 2004 et 2016).
De 2005 à 2008, il est l'entraîneur en chef de l'université du Michigan des sections masculines de natation et du plongeon. Il est également l'entraîneur principal du Club Wolverine. Depuis septembre 2008, il est à la tête du North Baltimore Aquatic Club.
Le 21 mai 2013, Yannick Agnel, double médaillé olympique français, a annoncé rejoindre Bob Bowman pour s'entraîner sous sa houlette.
Bowman fait partie de la promotion 2016, qui comprend également les nageurs Camille Muffat, Dara Torres et Aaron Peirsol, qui est introduite au sein du International Swimming Hall of Fame.
Depuis les Jeux olympiques de Tokyo en 2021, il entraîne le nageur français Léon Marchand à Arizona State University. Cette collaboration s'avère fructueuse puisque Marchand est élu Swimmer of the Year as a freshman (Nageur première année universitaire de l'année) sur le circuit universitaire américain, il bat plusieurs records nationaux et devient champion du monde du 400m 4 nages le 18 juin 2022 et remporte quatre titres olympiques aux Jeux olympiques de Paris 2024.
En avril 2024, Bob Bowman est nommé directeur de l'équipe de natation et de plongeon de l'université du Texas où il continuera de coacher Léon Marchand qui le suit au Texas,.